# IHG Hotels & Resorts
InterContinental Hotels Group (IHG, NYSE: IHG, LSE: IHG) — британська компанія, оператор готельних мереж. Штаб-квартира — в місті Віндзор, графство Беркшир.

## Історія
У 1945 році президент США Франклін Д. Рузвельт і Хуан Трейппе, президент Pan Am, обговорили свою стурбованість стосовно потреб Латинської Америки. Вони вирішили, що один із способів залучення бізнесменів та туристів — запропонувати розкішні готелі в головних містах. Трейппе, передбачаючи зростання масових міжнародних повітряних подорожей, погодився з тим, що PAN AM, за підтримки установ, таких як експортно-імпортний банк Сполучених Штатів, може сформувати дочірню компанію для забезпечення реалізації ідеї. Готелі також призначалися б для розміщення екіпажів і пасажирів у пунктах, де висококласні готелі ще не були присутні. 3 квітня 1946 року було засновано Intercontinental Hotel Corporation. Intercontinental Hotels придбали свій перший готель цього ж року — гранд-готель в Белені, Бразилія. Незабаром мережа виросла та включила численні готелі в Латинській Америці і Карибському басейні.  
Міжконтинентальні готелі відкрили свою першу нерухомість на Близькому Сході в 1961 році — Phoenicia Hotel Beirut. Мережа стала однією з перших, хто діяв у Східній Європі. В 1964 році було підписано договір з Esplanade Zagreb Hotel.   
У 1981 році PanAm продав Inter-Continental конгломерату Grand Metropolitan.   
В 2003 році компанію було перейменовано на InterContinental Hotels Group.

## InterContinental Kyiv
InterContinental Kyiv — адміністративно-готельний комплекс по вул. В. Житомирська, 2-А в Шевченківському районі міста Києва.
Комплекс має площу 28 700 м². Будівництво завершене в 2008 році.
Комплекс має 272 номери, з них стандартні номери — 245, «джуніор» — 19, «люкс» — 6, президентський номер — 1, королівський номер — 1. Готель включає підземний паркінг, 3 ресторани (зимові і літні), басейн, конференц-зали, танцювальну залу.

## Crowne Plaza Lviv
5-зірковий готель, побудований на базі «Ґранд-Готелю» на проспекті Свободи. Відкриття заплановане на 2017 рік.